# Реп'юніти
Реп’юніти (англ. repunit, від repeated unit — одиниця що повторюється) — натуральні числа {\displaystyle R(b,n)}, запис яких в системі числення з основою {\displaystyle b>1}   складається лише з одиниць. У десятковій системі числення реп’юніти позначаються  : {\displaystyle R_{n}}: {\displaystyle R_{1}=1}, {\displaystyle R_{2}=11}, {\displaystyle R_{3}=111}  ,   і т. д.,і загальний вигляд для них: {\displaystyle R_{n}={\frac {10^{n}-1}{9}},\quad n=1,2,3,\ldots }
Реп’юніти є окремим випадком Репдігітов.

## Факторизація десяткових реп’юнітів
(Прості числа в факторизаціях, пофарбовані в коричневий колір означають нові прості числа в факторизаціях Rn,, які не ділить Rk для всіх k < n)
| R1 =  | 1                    |
| R2 =  | 11                   |
| R3 =  | 3 · 37               |
| R4 =  | 11 · 101             |
| R5 =  | 41 · 271             |
| R6 =  | 3 · 7 · 11 · 13 · 37 |
| R7 =  | 239 · 4649           |
| R8 =  | 11 · 73 · 101 · 137  |
| R9 =  | 32 · 37 · 333667     |
| R10 = | 11 · 41 · 271 · 9091 |

| R11 = | 21649 · 513239                              |
| R12 = | 3 · 7 · 11 · 13 · 37 · 101 · 9901           |
| R13 = | 53 · 79 · 265371653                         |
| R14 = | 11 · 239 · 4649 · 909091                    |
| R15 = | 3 · 31 · 37 · 41 · 271 · 2906161            |
| R16 = | 11 · 17 · 73 · 101 · 137 · 5882353          |
| R17 = | 2071723 · 5363222357                        |
| R18 = | 32 · 7 · 11 · 13 · 19 · 37 · 52579 · 333667 |
| R19 = | 1111111111111111111                         |
| R20 = | 11 · 41 · 101 · 271 · 3541 · 9091 · 27961   |

| R21 = | 3 · 37 · 43 · 239 · 1933 · 4649 · 10838689                               |
| R22 = | 112 · 23 · 4093 · 8779 · 21649 · 513239                                  |
| R23 = | 11111111111111111111111                                                  |
| R24 = | 3 · 7 · 11 · 13 · 37 · 73 · 101 · 137 · 9901 · 99990001                  |
| R25 = | 41 · 271 · 21401 · 25601 · 182521213001                                  |
| R26 = | 11 · 53 · 79 · 859 · 265371653 · 1058313049                              |
| R27 = | 3 · 37 · 757 · 333667 · 440334654777631                                  |
| R28 = | 11 · 29 · 101 · 239 · 281 · 4649 · 909091 · 121499449                    |
| R29 = | 3191 · 16763 · 43037 · 62003 · 77843839397                               |
| R30 = | 3 · 7 · 11 · 13 · 31 · 37 · 41 · 211 · 241 · 271 · 2161 · 9091 · 2906161 |

## Властивості
- Відомо тільки 9 простих реп’юнітів {\displaystyle R_{n}} для n, рівних:

2, 19, 23, 317, 1031, 49 081, 86 453, 109 297, 270 343
При цьому, за станом на серпень 2014 року, простота останніх чотирьох чисел у вищевказаній послідовності не доведена, а лише передбачається з певною ймовірністю.
Очевидно, що індекси простих реп’юнітов також є простими числами.
- В результаті множення  {\displaystyle R_{i}\cdot R_{j}} при {\displaystyle 9\geq i\geq j} виходить паліндромічне число  {\displaystyle (12\ldots j\ldots 21)} з {\displaystyle i+j-1} цифр с цифрой {\displaystyle j} посередині.
- Реп’юніт 11 111 111 111 111 111 111 є самовиродженим числом.
- Будь-яке додатнє кратне реп’юніта  {\displaystyle R_{n}} містить не менше  n ненульових цифр.
- Реп’юніт як сума послідовних квадратів. Число  1111 можна представити у вигляді суми квадратів декількох послідовних натуральних чисел: {\displaystyle 1111=\sum \limits _{n=11}^{16}n^{2}}. Очевидно, що одиниця також задовольняє даній умові. Інших таких реп’юнітів немає аж до 251 включно.

}}